# Вежеев, Константин Александрович
Константин Александрович Вежеев (29 марта 1983, Ижевск) — российский биатлонист, призёр чемпионата России, тренер. Мастер спорта России. Заслуженный тренер Удмуртской Республики.

## Биография
Воспитанник ШВСМ г. Ижевска, тренер — Чурин Виктор Анатольевич. Представлял Республику Удмуртия и спортивный клуб Вооружённых сил.
Завоевал ряд медалей чемпионатов России, в том числе в зимнем биатлоне — бронзовый призёр чемпионата России 2007 года в эстафете в составе сборной Удмуртии, в летнем биатлоне — бронзовый призёр чемпионата России 2004 года в эстафете (кросс). Становился призёром этапов Кубка России.
Окончил Удмуртский государственный университет (2007).
После окончания спортивной карьеры работал тренером автономного учреждения Удмуртской Республики «Центр спортивной подготовки сборных команд» и БУ УР «ССШОР по биатлону» (Ижевск), а также входил в тренерский штаб мужской сборной Удмуртии, также занимается судейством соревнований. Среди его воспитанников — призёр чемпионата России Максим Макаров.